# Marco Neethling
Marco Mario Neethling (Durban, 18 maggio 1985) è un rugbista a 15 italiano di origine sudafricana, tre quarti centro del Verona.

## Biografia
Marco nasce a Durban, da madre italiana e padre sudafricano ed ex-giocatore di rugby. Finito il liceo, nella cui squadra ha fatto l'esordio, si trasferisce in Italia seguendo l'amico Riccardo Robuschi al Gran Parma Rugby.
Dopo una breve esperienza in bluceleste si trasferisce ai cugini dell'Overmach facendo l'esordio in Super 10 e anche nell'Under 21 azzurra con la quale ha giocato tutte le partite del Sei Nazioni di categoria ed i Mondiali.
Per la stagione 2008-2009 si trasferisce al Benetton, dove viene impiegato in totale 8 volte nei due campionati vinti dalla formazione trevigiana. Nel 2010 viene ingaggiato dal Petrarca e gioca 25 partite in due campionati, il primo dei quali vede i padovani tornare a vincere lo scudetto dopo 24 anni. Nel 2012 passa in serie A1 al Cus Verona, il cui titolo sportivo nel 2016 viene trasferito al Verona Rugby S.S.D.

## Palmarès
- Campionati italiani: 3
Benetton: 2008-09, 2009-10
Petrarca: 2010-11